# 680'erne f.Kr.
Århundreder: 8. århundrede f.Kr. – 7. århundrede f.Kr. – 6. århundrede f.Kr.
Årtier: 730'erne f.Kr. 720'erne f.Kr. 710'erne f.Kr. 700'erne f.Kr. 690'erne f.Kr. – 680'erne f.Kr. – 670'erne f.Kr. 660'erne f.Kr. 650'erne f.Kr. 640'erne f.Kr. 630'erne f.Kr.
År: 689 f.Kr. 688 f.Kr. 687 f.Kr. 686 f.Kr. 685 f.Kr. 684 f.Kr. 683 f.Kr. 682 f.Kr. 681 f.Kr. 680 f.Kr.